# Courtney Hodges
Courtney Hicks Hodges (ur. 5 stycznia 1887 w Perry w stanie Georgia, zm. 16 stycznia 1966 w San Antonio) – generał Armii Stanów Zjednoczonych, uczestnik I i II wojny światowej. Od sierpnia 1944 głównodowodzący 1 Armii.

## Zarys biografii wojskowej
W latach 1916–1917 brał udział w ekspedycji do Meksyku, a potem na froncie zachodnim w Europie. Podczas operacji Overlord w czerwcu 1944 Hodges był zastępcą dowódcy 1 Armii – Omara Bradleya. W sierpniu 1944 został mianowany dowódcą 1 Armii w miejsce gen. Bradleya, który został dowódcą 12 Grupy Armii. Żołnierze Hodgesa byli pierwszymi, którzy dotarli do Paryża i jako pierwsi sforsowali Ren. Hodges był obecny zarówno przy podpisaniu kapitulacji Niemiec 8 maja 1945, jak i Japonii 2 września 1945.
15 kwietnia 1945 otrzymał awans na generała (czterogwiazdkowego), a w marcu 1949 przeszedł na emeryturę. Po śmierci spoczął na Cmentarzu Narodowym w Arlington.